# بيرند ديرهر
بيرند ديرهر (بالألمانية: Bernd Dreher)‏ (2 نوفمبر 1966 ألمانيا - ) هو لاعب كرة قدم ألماني، يلعب كحارس مرمى.

## وصلات خارجية
بيرند ديرهر على موقع الاتحاد الأوربي (الإنجليزية)
- بيرند ديرهر على موقع قاعدة بيانات كرة القدم.إي يو (الإنجليزية)
- بيرند ديرهر على موقع بيانات كرة القدم. دي إي (الألمانية)
- بيرند ديرهر على موقع عالم كرة القدم.نت (الإنجليزية)